# Norwegian Air Norway
Norwegian Air Norway AS (codi IATA: DH; codi OACI: NAN; indicatiu: NORSHIP) és una aerolínia de baix cost noruega. Creat el 17 de juny de 2013, opera serveis regulars des de l'aeroport d'Oslo-Gardermoen. Tots els avions estan registrats a Noruega.